# Batalla de Candespina
La batalla de Candespina tuvo lugar el 26 de octubre de 1110 en Fresno de Cantespino (cerca de Sepúlveda, Segovia) y enfrentó a los ejércitos de Alfonso I el Batallador contra una coalición de tropas leonesas, castellanas y gallegas que defendían el partido de Urraca I.

## Antecedentes
Desde junio de 1110 las relaciones entre Alfonso de Aragón y Urraca de León, unidos en matrimonio, habían empeorado. Urraca concedía en agosto importantes privilegios a Diego López de Haro, a la sazón señor de Álava, Vizcaya y Nájera (donde la reina comenzó a reunir tropas) para atraerse partidarios a su causa, apoyada por ciertos sectores de la nobleza de León, Castilla y Galicia, como el conde de Traba Pedro Froilaz —quien aspiraba a obtener el poder feudal sobre Galicia—, que se acogieron a los derechos al trono del nieto de Alfonso VI, el infante Alfonso Raimúndez (futuro Alfonso VII), que habían quedado relegados en el contrato matrimonial de Urraca y el Batallador. A esto se sumaba la posible relación amorosa que Gómez González Salvadórez, posteriormente conocido como «conde de Candespina», tenía con la infanta Urraca cuando, en su lecho de muerte, Alfonso VI designó a Alfonso I de Aragón como marido ante el designio del rey de León de nombrarla heredera al trono, con la previsible contrariedad de Gómez González. Toda esta facción se levantó en rebeldía contra el rey de Aragón, a quien veían como un intruso, por lo que propagaban una imagen del Batallador muy negativa que posteriormente reflejaron las crónicas leonesas, como la Crónica compostelana, cuyo fin era la exaltación del obispo de Santiago Diego Gelmírez, quien en 1111 abrazaría la causa de la rebelión contra el rey aragonés buscando la expansión de su diócesis, que llevó hasta la condición de un arzobispado que se extendió por gran parte de León, Portugal y la actual Extremadura.
Por otro lado, Bernardo de Toledo, el arzobispo primado de España, recibía en Sahagún ante la presencia de los obispos de León y Oviedo misivas del Papa en que declaraba la nulidad matrimonial de Alfonso y Urraca con el pretexto de una lejana consanguinidad, y amenazaba con excomulgar a ambos esposos de no llevar a cabo su mandato.
Así pues, se generó un ambiente hostil contra el rey Alfonso I que escondía una auténtica guerra civil entre partidos enfrentados en el fondo por ambiciones de poder feudal y que obtuvieron apoyo de la población descontenta a causa de un periodo de escasez, que podía lograr medios de vida en las algaras de la vida de campaña y en los botines de guerra apoyando a una u otra facción. 
Dada esta situación, la reina Urraca encabezó un partido rebelde contra su esposo y congregó en Burgos las fuerzas de importantes prelados y magnates leoneses, castellanos, portugueses y gallegos, entre cuyos caudillos cabe citar al conde Pedro Ansúrez, Fruela Díaz o Rodrigo Muñoz, todos ellos comandados por Gómez González y Pedro González de Lara, cuya actuación sería decisiva en el resultado de la batalla. Alfonso I, por su parte, consiguió contar con el apoyo del conde Enrique de Portugal

## Desarrollo
La batalla tuvo un desarrollo discutido, y lo único que se sabe a ciencia cierta es que Alfonso I de Aragón obtuvo una clara victoria. Generalmente, se admite que en esta victoria influyeron las disensiones internas del contingente opuesto al Batallador. Según Rodrigo Jiménez de Rada, autor de De rebus Hispaniae, Pedro González de Lara comandaba la vanguardia del ejército y huyó al poco de comenzada la lid, dejando en desventaja al ejército castellano-leonés y en evidencia al otro comandante, el conde de Candespina Gómez González Salvadórez, que perecería en combate.
La tradición castellana refiere que Pedro González de Lara abandonó la pugna nada más comenzar esta porque rivalizaba por el favor de la reina con el conde de Candespina, de quien se sospechaba que mantenía relaciones con Urraca I. El de Lara traicionaba a su rival para poder quedar como único favorito de la reina.
La victoria de Alfonso I el Batallador, aunque fue aplastante, no tuvo mayores consecuencias. A pesar de que temporalmente dio origen a una tregua entre las facciones (y esposos) rivales, la rebelión contra el rey aragonés continuaría y se incrementaría con la toma de partido del obispo santiagués Diego Gelmírez al año siguiente, y con la proclamación del infante Alfonso Raimúndez como rey de León con todo el boato de que fue capaz la sede compostelana. Tras una continua oposición y numerosas dificultades, el rey aragonés acabaría renunciando al trono de León, al título de emperador (que había heredado de Alfonso VI) y, en definitiva, a la posibilidad de una unión dinástica entre los reinos de León y Aragón que podría haber constituido (solo quedaban fuera los condados pirenaicos orientales, legalmente bajo el vasallaje franco) una pronta unión de la mayor parte de la España cristiana.